# Esperantina (ort)
Esperantina är en ort i Brasilien.   Den ligger i kommunen Esperantina och delstaten Piauí, i den östra delen av landet, 1 500 km norr om huvudstaden Brasília. Esperantina ligger 63 meter över havet och antalet invånare är 21 044.
Terrängen runt Esperantina är platt. Det finns inga andra samhällen i närheten.
Omgivningarna runt Esperantina är huvudsakligen savann. Runt Esperantina är det glesbefolkat, med 16 invånare per kvadratkilometer.